# キャシー・シャープ
キャシー・シャープ（Cassie Sharpe, 1992年9月14日 - ）は、カナダの女子フリースタイルスキー選手。2018年平昌オリンピックフリースタイルスキーハーフパイプ金メダリスト。

## 経歴
9歳からスキーを始め、12歳のときにフリースタイルスキーに転向した、2018年平昌オリンピックフリースタイルスキーハーフパイプで金メダルを獲得した。